# 康乃馨市 (華盛頓州)
康乃馨（英語：Carnation），是美国华盛顿州金县下属的一座城市。根据 2000年美国人口普查，该市有人口1,893人。根据2010年美国人口普查，该市有人口1,786人。而2011年估计该市有1,823人。